# 伊洛瓦伊斯克战役

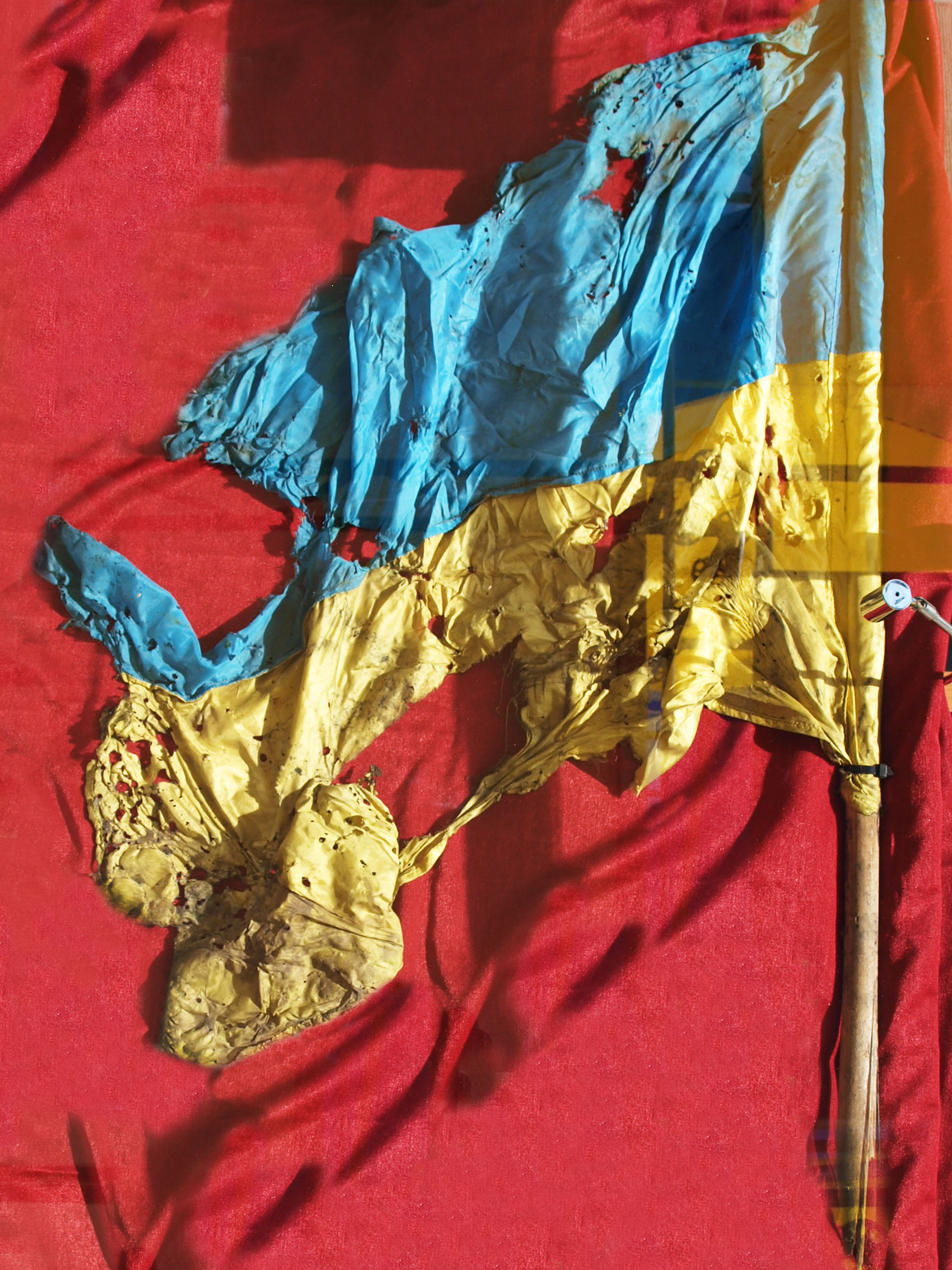
第93机械化旅的战士亞歷山大·庫倫庫（Олександру Куренку）的友人在他参加反恐行动前赠给他的乌克兰国旗。这面旗帜后来被人道主义组织“黑郁金香”在一辆ZIL-131卡车的残骸中寻获。

伊洛瓦伊斯克战役（烏克蘭語：Бої за Іловайськ）是乌俄战争中于2014年8月发生在乌克兰东部顿内次克州伊洛瓦伊斯克的一场军事交战。在这次战斗的初始阶段，乌克兰期望通过乌俄边境地带以切断俄国对其操控的伪军的援助。乌克兰武装部队一度成功进入了伊洛瓦伊斯克并对在乌克兰境内的俄国武装分子形成包围之势，但大量俄军正规军于8月24日越境参战进入乌克兰集团的后方并包围了该地的乌军，改变了战斗进程。
乌克兰部队随后与俄方达成协定撤出城市。8月29日8点15分，乌克兰军队的开始沿着之前与俄罗斯方面商定的路线离开该市。起初，乌克兰纵队不受阻碍地越过俄罗斯的防御阵地，但不久之后，俄罗斯军队向撤离中的乌军纵队开火。
伊洛瓦伊斯克附近的战斗是乌俄战争中乌克兰武装部队与俄罗斯军队正规部队的第一次冲突。随后乌克兰武装部队停止了在顿巴斯地区的攻势并转向防御。
据乌克兰国家军事历史博物馆统计，8月7日至31日，368名乌克兰战士在这场战斗中陣亡，18人失踪。

## 战斗经过

### 俄军越境参战
虽然俄国在官方层面一再否认俄军于2022年之前直接参与了侵略乌克兰的行动，然而在此战中乌克兰曾缴获了俄军T-72B3坦克。俄国和乌克兰都拥有不少苏联时代的坦克和装甲车辆，但值得注意的是，这一型号的坦克是俄国在苏联解体后于2010年代研发，当时只在俄军中有装备。
此外，俄国武装也曾于9月声称自并未装备此型号坦克的乌克兰“缴获”了一辆该型坦克。虽然伪军声称这是一辆乌军T-72M，但其自己拍摄的影片中清晰地展示了坦克内部进口自法国泰雷兹集团的“松树-U”瞄准设备，再加上风传感器，以及“接触”-5反应装甲等特征均说明这实际上原是一辆属于侵乌俄军的坦克。至于是否是被乌军缴获后又再被二次缴获，则不得而知。